# トレバー・ケリー
トレバー・マイケル・ケリー（Trevor Michael Kelley, 1993年10月20日 - ）は、アメリカ合衆国ロードアイランド州ブリストル郡バーリントン出身のプロ野球選手（投手）。右投右打。MLBのシアトル・マリナーズ傘下所属。

## 経歴

### プロ入りとレッドソックス時代
2015年のMLBドラフト36巡目（全体1071位）でボストン・レッドソックスから指名され、プロ入り。契約後、傘下のルーキー級ガルフ・コーストリーグ・レッドソックスでプロデビュー。A-級ローウェル・スピナーズでもプレーし、2球団合計で18試合に登板して1勝3敗4セーブ、防御率3.60、28奪三振を記録した。
2016年はA級グリーンビル・ドライブとA+級セイラム・レッドソックスでプレーし、2球団合計で22試合に登板して1勝3敗3セーブ、防御率1.83、43奪三振を記録した。
2017年はA+級セイラムとAA級ポートランド・シードッグスでプレーし、2球団合計で38試合に登板して2勝1敗7セーブ、防御率2.36、49奪三振を記録した。
2018年はAA級ポートランドとAAA級ポータケット・レッドソックスでプレーし、2球団合計で41試合に登板して2勝3敗6セーブ、防御率2.88、45奪三振を記録した。
2019年は開幕をAAA級ポータケットで迎えた。7月1日、翌2日付でメジャー契約を結んでアクティブ・ロースター入りすることが報じられ、昇格した。昇格当日のトロント・ブルージェイズ戦でメジャーデビュー。この年メジャーでは10試合に登板して0勝3敗、防御率8.64、6奪三振を記録した。

### フィリーズ時代
2019年12月2日にウェイバー公示を経てフィラデルフィア・フィリーズへ移籍した。
2020年1月31日にDFAとなり、2月5日にマイナー契約で傘下のAAA級リーハイバレー・アイアンピッグスへ配属された。シーズンでは7月23日にメジャー契約を結んでアクティブ・ロースター入りした。4試合に登板後の8月11日にDFAとなり、14日にマイナー契約となった。その後、9月28日にFAとなった。

### ブレーブス傘下時代
2020年12月14日にシカゴ・カブスとマイナー契約を結んだ。だが、翌2021年のマイナーリーグ開幕前の4月23日に自由契約となった。
その後、4月28日にアトランタ・ブレーブスとマイナー契約を結んだ。5月のマイナーリーグ開幕からは傘下のAAA級グウィネット・ブレーブスでプレーし、37試合に登板して3勝4敗2セーブ、防御率1.52、46奪三振を記録した。オフの11月7日にFAとなった。

### ブルワーズ時代
2021年11月18日にミルウォーキー・ブルワーズとマイナー契約を結んだ。
2022年は開幕を傘下のAAA級ナッシュビル・サウンズで迎えた。5月17日にメジャー契約を結んでアクティブ・ロースター入りすると、2年ぶりのメジャー復帰となった翌18日のブレーブス戦では延長11回表に登板して1点を失うが、その裏に味方が逆転サヨナラ勝ちを収めてメジャー初勝利が転がり込んだ。この年メジャーでは10試合に登板して0勝3敗、防御率8.64、6奪三振を記録した。
2023年1月4日にDFAとなり、11日にFAとなった。

### レイズ時代
2023年2月16日にタンパベイ・レイズとマイナー契約を結んだ。3月15日にメジャー契約を結んでアクティブ・ロースター入りした。オフの11月6日にFAとなった。

### マリナーズ傘下時代
2024年2月23日にシアトル・マリナーズとマイナー契約を結び、同年のスプリングトレーニングに招待選手として参加することになった。

## 詳細情報

### 年度別投手成績
| 年 度    | 球 団    | 登 板 | 先 発 | 完 投 | 完 封 | 無 四 球 | 勝 利 | 敗 戦 | セ 丨 ブ | ホ 丨 ル ド | 勝 率 | 打 者 | 投 球 回 | 被 安 打 | 被 本 塁 打 | 与 四 球 | 敬 遠 | 与 死 球 | 奪 三 振 | 暴 投 | ボ 丨 ク | 失 点 | 自 責 点 | 防 御 率 | W H I P |
| -------- | -------- | ----- | ----- | ----- | ----- | -------- | ----- | ----- | -------- | ----------- | ----- | ----- | -------- | -------- | ----------- | -------- | ----- | -------- | -------- | ----- | -------- | ----- | -------- | -------- | ------- |
| 2019     | BOS      | 10    | 0     | 0     | 0     | 0        | 0     | 3     | 0        | 1           | .000  | 40    | 8.1      | 9        | 2           | 5        | 0     | 0        | 6        | 2     | 0        | 8     | 8        | 8.64     | 1.68    |
| 2020     | PHI      | 4     | 0     | 0     | 0     | 0        | 0     | 0     | 0        | 0           | ----  | 19    | 3.1      | 8        | 2           | 1        | 0     | 0        | 5        | 1     | 0        | 4     | 4        | 10.80    | 2.70    |
| 2022     | MIL      | 18    | 0     | 0     | 0     | 0        | 1     | 0     | 0        | 2           | 1.000 | 107   | 23.2     | 25       | 7           | 9        | 0     | 2        | 23       | 0     | 0        | 17    | 16       | 6.08     | 1.44    |
| 2023     | TB       | 10    | 3     | 0     | 0     | 0        | 0     | 1     | 0        | 1           | .000  | 69    | 15.1     | 16       | 4           | 6        | 1     | 2        | 11       | 1     | 1        | 10    | 10       | 5.87     | 1.43    |
| MLB：4年 | MLB：4年 | 42    | 3     | 0     | 0     | 0        | 1     | 4     | 0        | 4           | .200  | 235   | 50.2     | 58       | 15          | 21       | 1     | 4        | 45       | 4     | 1        | 39    | 38       | 6.75     | 1.56    |

- 2023年度シーズン終了時

### 背番号
- 71（2019年）
- 67（2020年）
- 57（2022年）
- 44（2023年）